# Voglio la testa di Garcia
Voglio la testa di Garcia (Bring Me the Head of Alfredo Garcia) è un film del 1974, diretto da Sam Peckinpah.
Nonostante dia il titolo al film, e ne sia la coprotagonista, la testa di Alfredo Garcia non viene mai inquadrata, ma trasportata dentro un sacco e, nel finale, dentro una cesta (il suo volto appare comunque nella foto custodita all'interno dell'orologio da tasca).

## Trama
Un ricco "fazendero" messicano, El Jefe, scopre che la giovane figlia è stata messa incinta da un suo ex dipendente, Alfredo Garcia. Sconvolto dalla rabbia ordina ai suoi uomini di cercare Garcia, e di portargli letteralmente la sua testa. Come incentivo mette una taglia di un milione di pesos. Per questa caccia all'uomo si istituisce un'organizzazione criminale, che cerca Garcia dappertutto.
Due dei killer incontrano in un fatiscente night Bennie, un pianista. I due gli promettono 10.000 dollari, per interessarsi alla faccenda Garcia. Bennie assicura il suo interessamento e dà alcune notizie importanti: gli risulta che la donna con cui vive, una prostituta che si chiama Elita, conosce Garcia, per essere andata a letto con lui. Elita rivela a Bennie che Garcia è morto in un incidente stradale, e che è sepolto nel suo paese.
Bennie parte insieme alla donna, alla ricerca della tomba di Garcia. Durante il viaggio dice a Elita che, con i soldi della taglia, vuole sposarla. Vincendo la ripugnanza e il senso del sacrilegio, Elita lo accompagna al cimitero. Bennie scoperchia la tomba di Garcia e sta per tagliare la testa al cadavere, ma lui e Elita vengono colpiti alle spalle.
Bennie si risveglia e scopre disperato che Elita è morta, e la testa di Garcia è sparita. Salta sull'auto e si lancia alla ricerca della testa. Dopo aver fatto uscire di strada ed eliminato i due killer che si erano impossessati della testa e che avevano ucciso la sua amata, viene bloccato dai parenti di Garcia che si riprendono la testa, ma l'intervento dei due sicari che avevano ingaggiato Bennie dà il via a una carneficina, da cui escono vivi solo Bennie e il nonno di Garcia.
Per completare l'opera Bennie si reca dai mandanti dell'operazione e, dopo aver consegnato loro il macabro trofeo, uccide anche loro. Bennie vuole riscuotere l'intera taglia, invece dei 10.000 dollari promessi dai due killer. Istigato dalla figlia di El Jefe, Bennie uccide il boss messicano, per poi tentare di fuggire dalla fazenda con i soldi, ma gli uomini di El Jefe rimasti in vita uccidono Bennie, crivellandolo di colpi.

## Produzione
Il film nacque da un soggetto scritto da Peckinpah insieme a Frank Kowalski, realizzabile soltanto in un'ambientazione messicana. Con l'aiuto del produttore Martin Baum si creò così una coproduzione USA-Messico.

### Cast
Il protagonista del film è Warren Oates, attore feticcio di Peckinpah, utilizzato prima di questo film perlopiù come caratterista, e qui promosso per la prima volta al rango di protagonista. La protagonista femminile è Isela Vega, ai tempi la più nota celebrità messicana, ex cantante di night. Il ruolo di El Jefe è interpretato da Emilio Fernández, generale dell'esercito messicano, grande amico del regista.

### Riprese
Le riprese del film iniziarono il 1º ottobre 1973 e terminarono nel dicembre dello stesso anno. Peckinpah decise di girare il film interamente a Città del Messico, in luoghi fino ad allora sconosciuti alla macchina da presa, scartando città più ovvie, tipo Durango o Acapulco. Il film fu portato a termine, nonostante una settimana di piogge e l'opposizione dei sindacati hollywoodiani, che protestarono contro l'utilizzazione di attori e tecnici messicani.
Durante le riprese Peckinpah ebbe gravi problemi di salute: non mangiava, beveva vodka e ingoiava molte pillole. La sua segretaria, Katy Haber, lo aiutò a rimettersi in sesto, nascondendogli la vodka e le pillole e facendolo mangiare. Per il resto le riprese si svolsero in un clima idilliaco e, per la prima volta nella sua carriera, Peckinpah ebbe il totale controllo sul film. Il regista infatti disse del film: «Buono o cattivo, bello o brutto, l'importante è che sia mio al 100%».

## Accoglienza
Il film incassò in totale poco più di 2 milioni di dollari, e non si rivelò un gran successo.

### Critiche
Le critiche statunitensi dell'epoca non furono molto tenere con il film. Il The Wall Street Journal scrisse: «Il film è così grottesco nella sua idea di base, così sadico nelle sue immagini, così irrazionale nella sua trama, così senza tocco di regia nella sua realizzazione, che ci porta a una sola conclusione: Peckinpah ha bisogno di un analista». In Italia solo Giuseppe Turroni scrisse a favore del film, ritenendolo «il film della follia, del dialogo, della morte con la vita».
Nel 1978 il film venne inserito nella lista dei 50 peggiori film di sempre nel libro The Fifty Worst Films of All Time. In seguito il film è stato rivalutato ampiamente, e definito una delle migliori opere di Peckinpah.

## Collegamenti ad altre pellicole
- In Fletch (1985) in un ospedale qualcuno chiede: «Dov'è la testa di Garcia?».
- Le tre sepolture, film diretto da Tommy Lee Jones nel 2005, ricalca la storia del film di Peckinpah.
- Sin City, diretto da Robert Rodriguez nel 2005, presenta una sequenza, diretta da Quentin Tarantino, nella quale Benicio del Toro parla con Clive Owen avendo una pistola piantata nella testa. Questo ricorda molto i deliranti dialoghi tra Bennie e la testa di Garcia.